# Чапаевское сельское поселение (Омская область)
Чапаевское се́льское поселе́ние — муниципальное образование в Колосовском районе Омской области Российской Федерации.
Административный центр — село Чапаево.

## История
Статус и границы сельского поселения установлены Законом Омской области от 30 июля 2004 года № 548-ОЗ «О границах и статусе муниципальных образований Омской области».

## Население
| 2010 | 2011 | 2012 | 2013 | 2014 | 2015 | 2016 |
| ---- | ---- | ---- | ---- | ---- | ---- | ---- |
| 818  | ↘815 | ↘787 | ↘758 | ↘728 | ↘708 | ↘684 |
| 2017 | 2018 | 2019 | 2020 | 2021 | 2023 |      |
| ↘650 | ↘630 | ↘599 | ↘571 | ↘347 | ↘330 |      |

## Состав сельского поселения
| № | Населённый пункт | Тип населённого пункта       | Население |
| - | ---------------- | ---------------------------- | --------- |
| 1 | Кабурлы          | деревня                      | ↘184      |
| 2 | Кубрино          | деревня                      | ↘1        |
| 3 | Мясники          | деревня                      | ↘97       |
| 4 | Плотниково       | деревня                      | ↘78       |
| 5 | Чапаево          | село, административный центр | 458       |